# Geoff Lindsey
Geoff Lindsey es un lingüista, escritor y director británico. Ha escrito episodios para series de televisión, incluidas la telenovela de la BBC EastEnders y The Bill, y tiene un canal de YouTube centrado en la lingüística.
Lindsey se formó como director en la Escuela de Cine de Bournemouth, donde escribió y dirigió el cortometraje The Band Parts, protagonizado por Graham Fellows. En 1999, fue seleccionado para el curso de guionistas de Carlton Television, lo que lo llevó a escribir la antología y homenaje Inspector Morse: Rest In Peace y a recibir sus primeros encargos de guiones para televisión. Como guionista principal de la telenovela Family Affairs, escribió los primeros episodios interactivos de una telenovela de la televisión británica.
Lindsey dirigió a Michael Palin en el corto How to Use Your Coconuts para la edición en DVD de Monty Python and the Holy Grail (Los caballeros de la mesa cuadrada). En colaboración con BreakThru Films, escribió y dirigió el cortometraje The Clap, protagonizado por Steve Furst, que fue finalista en Turner Classic Movies Classic Shorts 2005. Para la película animada Magic Piano de BreakThru Films, fue el guionista y encargado de la selección y arreglo de la banda sonora, interpretada por Lang Lang. Asimismo, dirigió a Lang Lang y Heather Graham en las escenas de acción real del largometraje The Flying Machine.
Lindsey tiene una licenciatura (BA) en Lingüística de la University College de Londres (UCL) y una maestría y doctorado de la Universidad de California en Los Ángeles (UCLA). Es profesor honorario de lingüística en la UCL, donde ejerce como director del curso de verano de fonética inglesa. Además de sus funciones académicas, es asesor de pronunciación y da talleres sobre la pronunciación inglesa contemporánea tanto en la UCL como a nivel internacional. También ha participado como invitado en la serie de radio de la BBC Fry's English Delight, donde habló sobre la entonación con Stephen Fry.
Lindsey ha argumentado que los sistemas de transcripción fonética utilizados en muchos diccionarios para la pronunciación aceptada  están desactualizados, ya que el acento de la alta sociedad del siglo XX ha desaparecido. Como alternativa, ha propuesto un nuevo sistema que refleje una forma más moderna del inglés británico. Con este motivo, creó CUBE, un diccionario de pronunciación en línea diseñado para reflejar las pronunciaciones actuales del inglés británico meridional. CUBE fue coeditado por Péter Szigetvári, profesor húngaro de inglés en la ELTE.
Lindsey tiene un canal de YouTube centrado en la lingüística. A la fecha de 11 de febrero de 2025, ha reunido alrededor de 300 mil suscriptores y más de 24.5 millones de visitas.

## Sistema de transcripción de las vocales del inglés británico

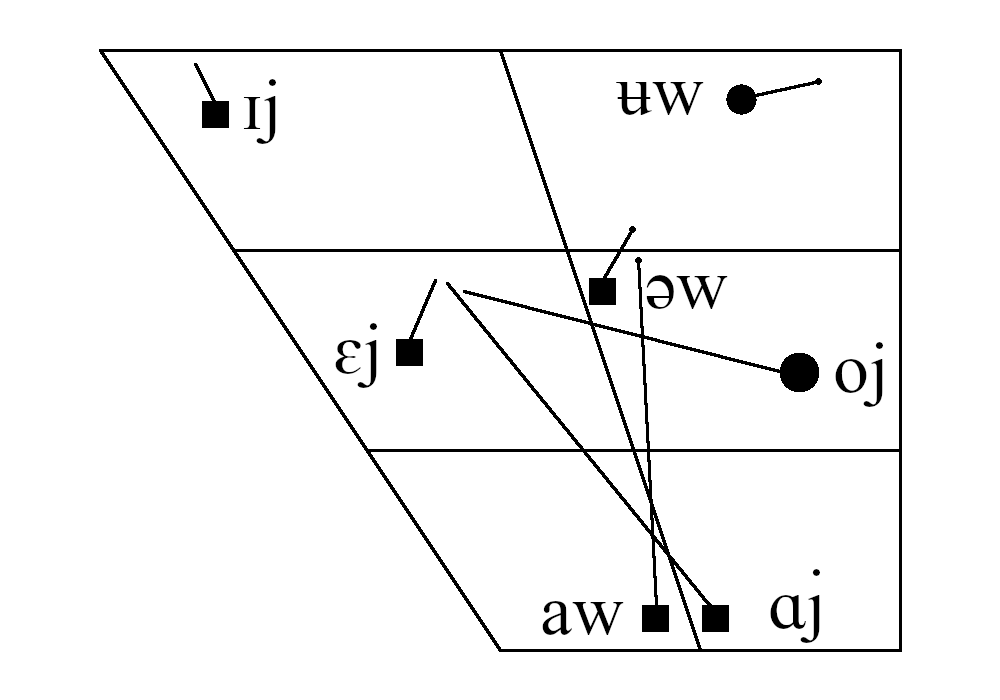
Diptongos Ejemplos: /ɪj/ en /flɪjs/, /ɛj/ en /fɛjs/, /ɑj/ en /prɑjs/, /əw/ en /gəwt/, /oj/ en /tʃojs/, /ʉw/ en /gʉws/, /aw/ en /mawθ/
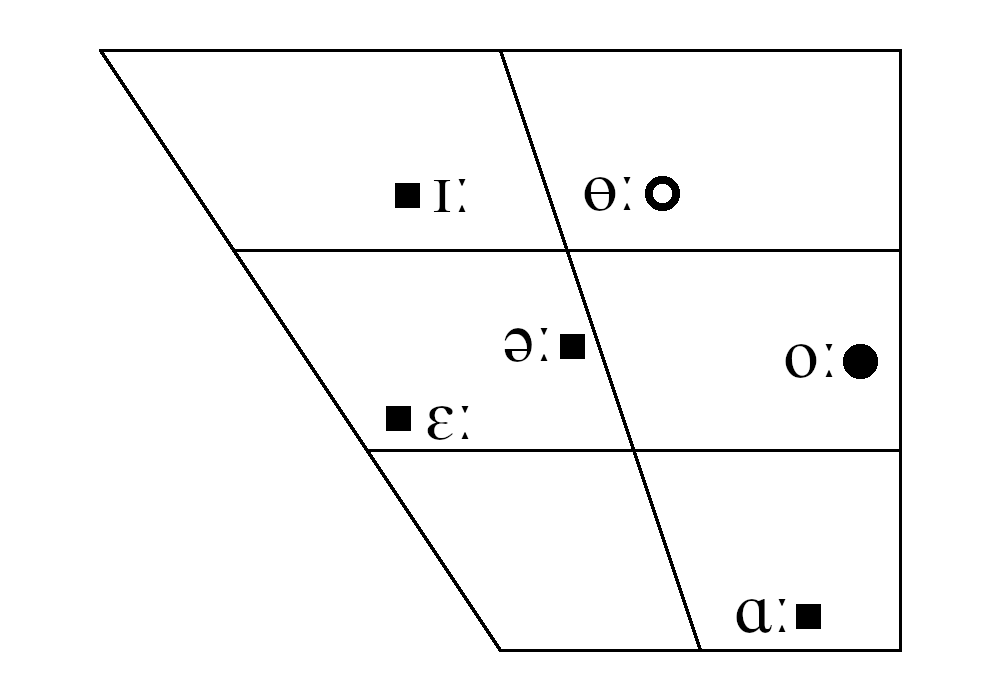
Monoptongos largos Ejemplos: /ɪː/ en /nɪː/, /ɛː/ en /skwɛː/, /ɑː/ en /pɑːm/, /əː/ en /nəːs/, /oː/ en /θoːt/, /ɵː/ en /kjɵː/
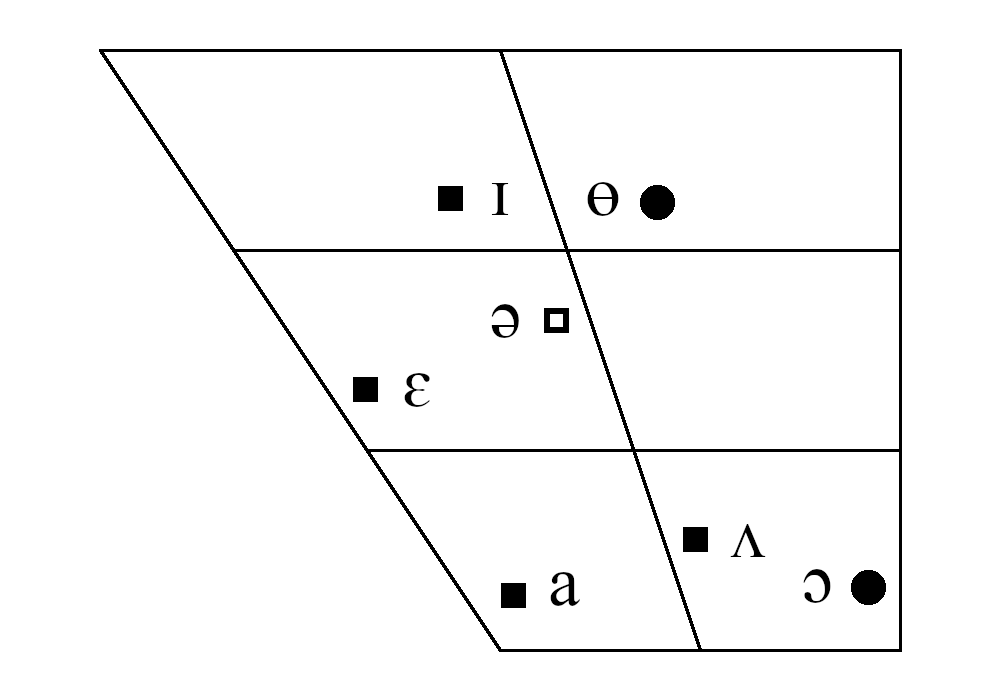
Monoptongos cortos Ejemplos: /a/ en /trap/, /ɛ/ en /drɛs/, /ɪ/ en /kɪt/, /ʌ/ en /strʌt/, /ɔ/ en /lɔt/, /ɵ/ en /fɵt/, /ə/ en /kɔmə/

- Diptongos
Ejemplos:[8]
 ɪj en /flɪjs/ fleece,
 ɛj en /fɛjs/ face,
 ɑj en /prɑjs/ price,
 əw en /gəwt/ goat,
 oj en /tʃojs/ choice,
 ʉw en /gʉws/ goose,
 aw en /mawθ/ mouth
- Monoptongos largos
Ejemplos:[8]
 ɪː en /nɪː/ near,
 ɛː en /skwɛː/ square,
 ɑː en /pɑːm/ palm,
 əː en /nəːs/ nurse,
 oː en /θoːt/ thought,
 ɵː en /kjɵː/ cure
- Monoptongos cortos
Ejemplos:[8]
 a en /trap/ trap,
 ɛ en /drɛs/ dress,
 ɪ en /kɪt/ kit,
 ʌ en /strʌt/ strut,
 ɔ en /lɔt/ lot,
 ɵ en /fɵt/ foot,
 ə en /kɔmə/ comma

## Publicaciones
- Lindsey, Geoff; Nevins, Andrew (2017). Sonic Signatures: Studies Dedicated to John Harris. Amsterdam: John Benjamins. ISBN 978-90-272-0831-6.
- Lindsey, Geoff (2019). English After RP: Standard British Pronunciation Today. Cham, Switzerland: Palgrave Macmillan Springer International Publishing. ISBN 978-3-030-04356-8.
- Lindsey, Geoff (2023). SMART Speech: 5 Practice Techniques for Teachers and Learners of Pronunciation. English Speech Services. ISBN 978-1-7393374-0-7.